# Keble College

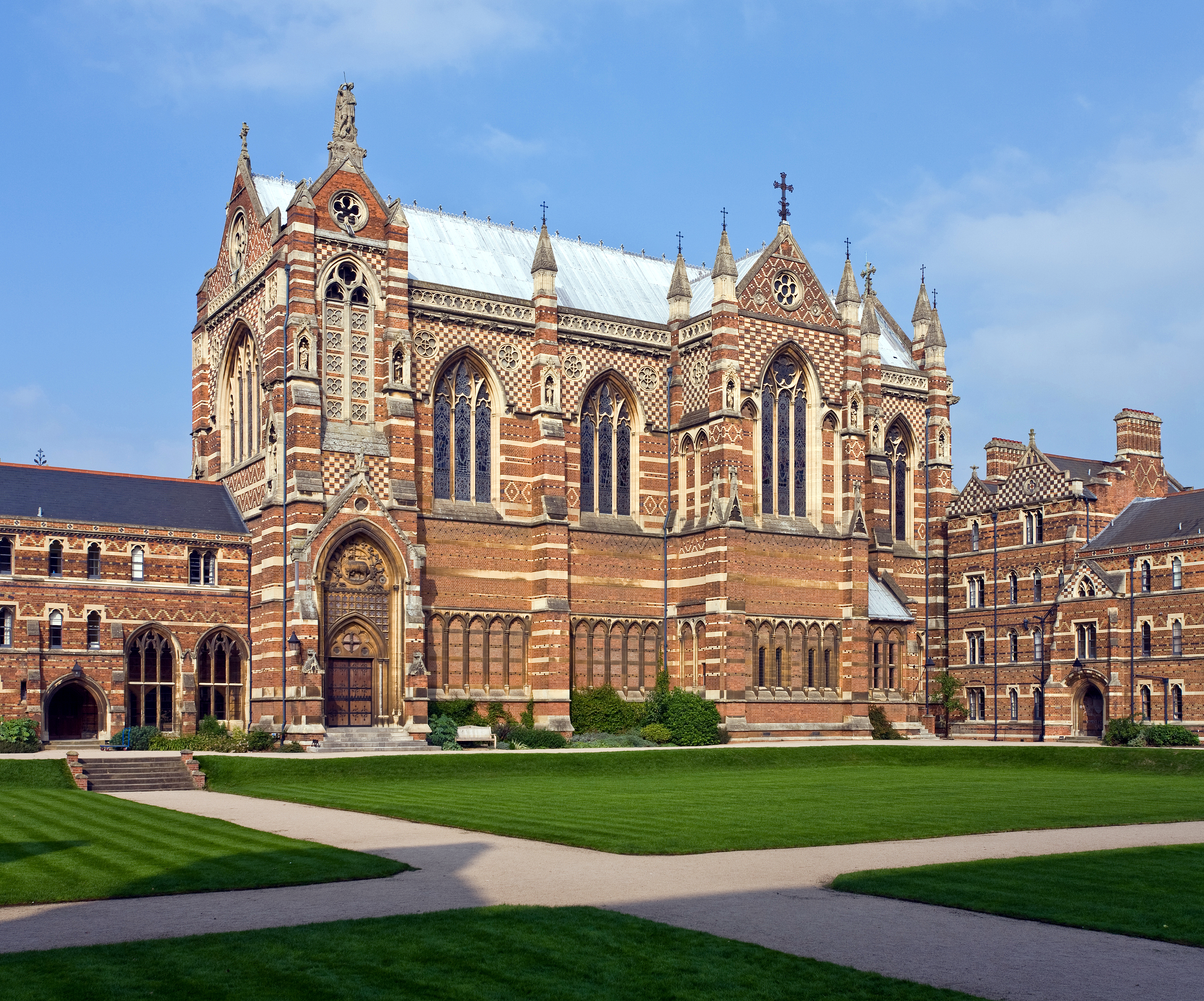
Vy mot Keble Colleges kapell över innergården.

Keble College [ˈkiːbəl] är ett college vid Oxfords universitet, beläget i norra delen av stadens centrum vid Parks Road. Colleget grundades 1870 till minne av John Keble (1792–1866), en av de ledande medlemmarna av Oxfordrörelsen inom den engelska kyrkan som eftersträvade ett närmande mot den romersk-katolska kyrkan. Ursprungligen var colleget huvudsakligen inriktat mot teologistudier men har efter andra världskriget i högre grad haft en inriktning inom lärarkåren mot naturvetenskap. Sedan 1979 tar man in både manliga och kvinnliga studenter, efter att tidigare endast haft manliga medlemmar.
Collegets nygotiska tegelarkitektur är unik i Oxford och avviker visuellt mot de sandstensfasader som annars präglar de äldre universitetsbyggnaderna i Oxford.

## Kända alumner
Labourpolitikern Ed Balls och den pakistanska tidigare cricketspelaren och politikern Imran Khan tillhör collegets mest kända studenter.